# Anders Jacobsen (backhoppare)

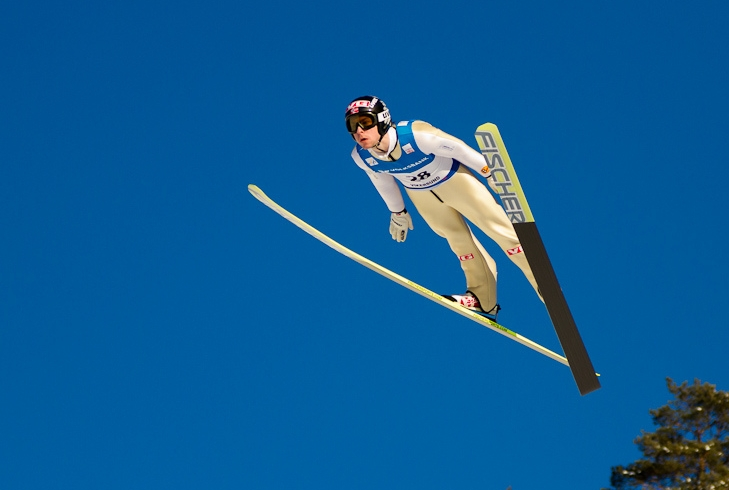
Anders Jacobsen i Vikersundbacken 2011

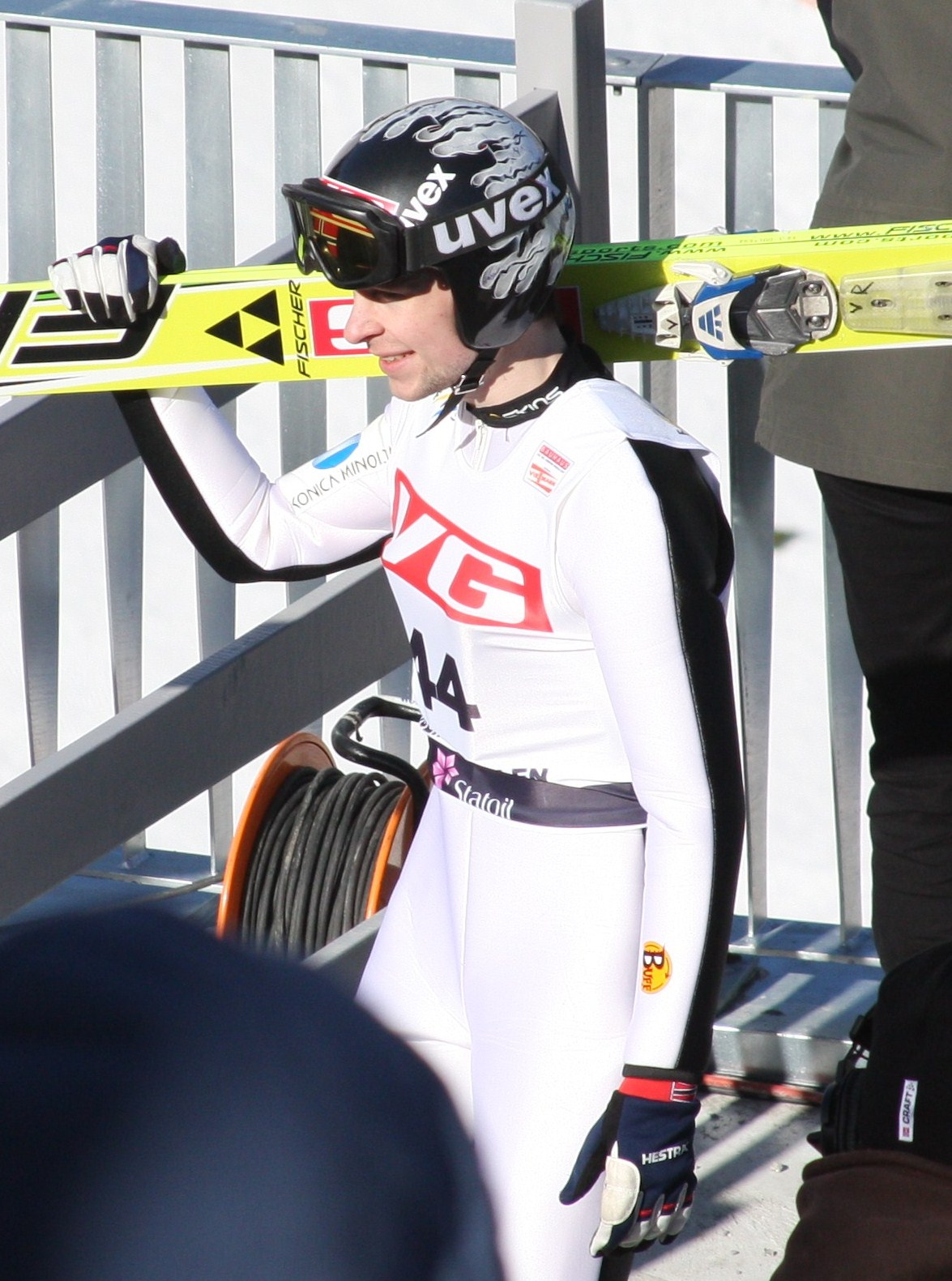
Anders Jacobsen i Holmenkollen 2010

Anders Jacobsen, född 17 februari 1985 i Hønefoss, är en norsk backhoppare som representerar Ringkollen Skiklubb. Jacobsen är den yngsta någonsin som vunnit den tysk-österrikiska backhopparveckan, då han säsongen 2006/2007 vann tävlingen. Han har tävlat sedan år 2003.

## Karriär

### Tidig karriär
Jacobsen gjorde sin debut i kontinentalcupen den 11 januari 2003, där han slutade på en 50:e plats. I augusti samma år slutade han på en 13:e plats vid en sommartävling i Rælingen.
År 2006 valdes han in på en av åtta platser i Norges världscuplag. Han gjorde sin debut i Grand Prix-säsongen den 4 i Hinterzarten, där han slutade sjua i lagtävlingen (tillsammans med Tom Hilde, Lars Bystøl och Roar Ljøkelsøy). Den 5 augusti slutade han åtta; den 14 augusti i Courchevel slutade han fyra, i Zakopane slutade han sjua, i Klingenthal sexa, och den 4 oktober slutade han tia i Oberhof. Totalt slutade han på en tionde plats i Grand Prix-tävlingen med 184 poäng.

### Säsongen 2006/2007
Efter att Daniel Forfang slutat höll han stadigt sin plats i det norska laget. Han gjorde sin vinterdebut 2006/2007 i Kuusamo den 24 november 2006 med en tredje plats.
Jacobsen vann sedan den tysk-österrikiska backhopparveckan under samma säsong, efter bland annat en vinst i Innsbruck.
När han gick in i Världsmästerskapen i nordisk skidsport 2007 i Sapporo gjorde han det som ledare i världscupen. Vid de mästerskapen vann han en silvermedalj i lagtävlingen över stor backe, men han misslyckades i den stora backen och slutade sjua i normalbacke.
Efter världsmästerskapen kämpade Jacobsen med att behålla sin tidigare goda form. Han misslyckades med att kvala in till finalerna i Lahtis, slutade tia i Kuopio och fjortonde i den första tävlingen i Holmenkollen. Adam Małysz vann alla dessa tre tävlingar och tog därefter över världscupledarpositionen, och vann slutligen världscupen. Jacobsen slutade på andra plats i världscupen.

### Säsongen 2007/2008
Trots att han inte hade någon framgångsrik säsong 2007/2008 lyckades Jacobsen dock ta hem en världscupseger, han lyckades leda det norska laget till tre lagvinster i världscupen och ett brons i skidflygnings-VM och han slutade totalt sexa i världscupen bakom landsmännen Tom Hilde och Anders Bardal.

### Säsongen 2008/2009
Liksom övriga norska hoppare hade Jacobsen svårt att nå de resultat som gjorts föregående säsong, och nådde endast en pallplats (en tredjeplats i Trondheim) innan man gick in i tysk-österrikiska backhopparveckan. Där visade han på en groende form och slutade sexa totalt. Innan han gick in i världsmästerskapen slutade han som tvåa i de två sista världscuptävlingarna innan VM (i Klingenthal respektive skidflygningen i Oberstdorf). VM inleddes med ett misslyckande, då Jacobsen föll från att ha en tredjeplats efter första åket till att sluta som 17:e i normalbacke. Senare låg han återigen på bronsplats i stor backe, och efter att det andra åket ställts in vann han bronset. Efter att ha vunnit ett silver i lagtävlingen (stor backe) vann han sammanlagt två medaljer vid Världsmästerskapen i nordisk skidsport 2009 i Liberec. Efter slutet av världscupen slutade han på en åttonde plats i samma cup.

### Säsongen 2009/2010
Jacobsen inledde säsongen med en femte plats vid öppningstävlingen i Kuusamo, men föll sedan under träning och hans resultat dalade och låg vanligen mellan 20:e och 30:e plats. Vid den tysk-österrikiska backhopparveckan slog dock Jacobsen till och slutade totalt på en femteplats. Han vann därefter sin sjätte världscupseger efter att ha vunnit skidflygningen i Oberstdorf den 31 januari 2010.

### Säsongen 2010/2011
Under säsongen 2010/2011 tog Jacobsen inga enskilda världscupsegrar, men tillsammans med det norska laget nådde han två andraplatser vid Skid-VM 2011 i Oslo. Vid den tysk-österrikiska backhopparveckan 2010/2011 slutade Jacobsen på en tionde plats totalt. Maj 2011 bestämde Jacobsen sig för att avsluta backhoppskarriären.
Han var ett tag expertkommentator för NRK. Hösten 2011 var han med i Skal vi danse, den norska versionen av den engelska serien Strictly Come Dancing, som i Sverige fick namnet Let's Dance.

### Säsongen 2011/2012
Anders Jacobsen gjorde comeback vid norska mästerskapen 2012 i Granåsen, Trondheim. I stora backen hoppade han 126 meter i första omgången, men i andra hoppet fick han upp 133,5 meter och tog sjätteplatsen. Anders Bardal vann tävlingen.

## Statistik

### Individuella världscupsegrar
1. 17 december 2006 – Engelberg, Schweiz
2. 4 januari 2007 – Innsbruck, Österrike
3. 13 januari 2007 – Vikersund, Norge
4. 10 februari 2007 – Willingen, Tyskland
5. 9 februari 2008 – Liberec, Tjeckien (För-VM)
6. 31 januari 2010 – Oberstdorf, Tyskland
7. 30 december 2012 – Oberstdorf, Tyskland
8. 1 januari 2013 – Garmisch-Partenkirchen, Tyskland
9. 12 januari 2013 – Zakopane, Polen

### Lag-världscupsegrar
1. 16 februari 2008 - Willingen, Tyskland
2. 15 mars 2008 - Planica, Slovenien, skidflygning
3. 21 mars 2009 - Planica, Slovenien, skidflygning
4. 6 mars 2010 - Lahtis, Finland

### Pallplatser
| Säsong    | 1 | 2 | 3 | Totalt |
| 2006/2007 | 4 | 5 | 2 | 11     |
| 2007/2008 | 1 | 1 | 3 | 5      |
| 2008/2009 | - | 2 | 1 | 3      |
| 2009/2010 | 1 | 1 | 1 | 3      |
| Totalt    | 6 | 9 | 7 | 22     |

### Slutresultat i världscupen
- 2006/2007: 2.
- 2007/2008: 6.
- 2008/2009: 8.
- 2009/2010: 7.

### Norska mästerskap
- Norsk mästare, stor backe: 2008, 2010, 2011
- Norsk mästare normalbacke 2007
- Norsk mästare laghopp 2006

### Personliga rekord
Anders Jacobsens personliga rekord är ett hopp på 230,5 meter (stor backe) och sattes i Planica, Slovenien år 2010.

### Utmärkelser och priser
2006: «Årets genombrott» vid Idrettsgallaen 2007

## Familj
Den 9 augusti 2008 gifte sig Anders Jacobsen med Birgitte Jacobsen. I januari 2011 föddes parets första barn, en son.

### Fotnoter
1. ↑  ”Jacobsen wins Four Hills Tour despite late Schlierenzauer challenge”. therawstory. 7 januari 2007. http://rawstory.com/news/2006/Jacobsen_wins_Four_Hills_Tour_despi_01072007.html. (engelska)
2. ↑  Dobias, Eric (4 januari 2007). ”Jacobsen gets Innsbruck win - Four Hills and World Cup lead”. Moldova.org. Arkiverad från originalet den 6 juli 2010. https://web.archive.org/web/20100706132036/http://sport.moldova.org/news/jacobsen-gets-innsbruck-win-four-hills-and-world-cup-lead-22901-eng.html. (engelska)
3. ↑  Barka, Lina (12 augusti 2008). ”Viet av svigerfar”. Her og Nå. http://www.klikk.no/produkthjemmesider/herogna/nyheter/article307090.ece. (bokmål)
4. ↑  Deak, Kata (21 januari 2011). ”Anders Jacobsen is now a proud father”. skijumping-news.com. Arkiverad från originalet den 25 maj 2012. https://archive.is/20120525161657/http://www.skijumping-news.com/component/content/article/38-news/731-anders-jacobsen-is-now-a-proud-father. (engelska)